# Medusa (EP)
Medusa es el título del EP debut del grupo granadino Los Planetas, producido por los componentes de Lagartija Nick Antonio Arias y Miguel A. Rodríguez.
Luis Calvo, responsable de Elefant Records decidió editar este ep cuando el grupo ya se había hecho minoritariamente grande en el circuito maquetero (Disco grande, Radio 3, les nombró mejor maqueta del año).
El disco recoge, en nuevas grabaciones, dos de las cinco canciones incluidas en la maqueta grabada por el grupo en el estudio Producciones Peligrosas (Peligros, Granada): El centro del cerebro y Mi hermana pequeña. Dos (Estos últimos días y La caja del Diablo) se volverán a grabar para el álbum Super 8 y la quinta, Espiral, se publicará como cara B del sencillo Qué puedo hacer.

## Lista de canciones
1. «Pegado a ti» 02:36
2. «Mi hermana pequeña» 03:52
3. «El centro del cerebro» 03:12
4. «Cada vez» 03:58

## Créditos
Todas las canciones escritas por J y Florent y arregladas por Los Planetas.
Grabado en el estudio Fernando J. Romero en diciembre de 1992.
Producido y mezclado por Antonio Arias y Miguel A. Rodríguez.
Diseño por Tourist Flag. La portada reproduce una ilustración del superhéroe Hulk realizada por Dale Keown.

## Reediciones
En 1996 el ep fue reeditado en CD por Elefant Records.
En 2005 se incluyó, en formato CD y con portada distinta diseñada por Javier Aramburu, en la caja Singles 1993-2004. Todas sus caras A / Todas sus caras B (RCA - BMG). El cofre se reeditó, tanto en CD como en vinilo de 10 pulgadas, por Octubre / Sony en 2015.

## Otros
Pegado a ti fue editado junto a David y Claudia como cd single para promocionar el recopilatorio del grupo Canciones para una orquesta química. Singles y EP 1993 - 1999 (RCA - BMG, 1999).

## Versiones de canciones del ep
- Doble Pletina entregan su versión de Pegado a ti en el disco homenaje De viaje por Los Planetas (Ondas del Espacio, 2014).
- Grushenka graban Mi hermana pequeña también para De viaje por Los Planetas (Ondas del Espacio, 2014).
- Manu Ferrón hace El centro del cerebro para el mismo recopilatorio De viaje por Los Planetas (Ondas del Espacio, 2014).